# Село-при-Іхану
Село-при-Іхану (словен. Selo pri Ihanu) — поселення в общині Домжале, Осреднєсловенський регіон, Словенія.